# Рульова доріжка

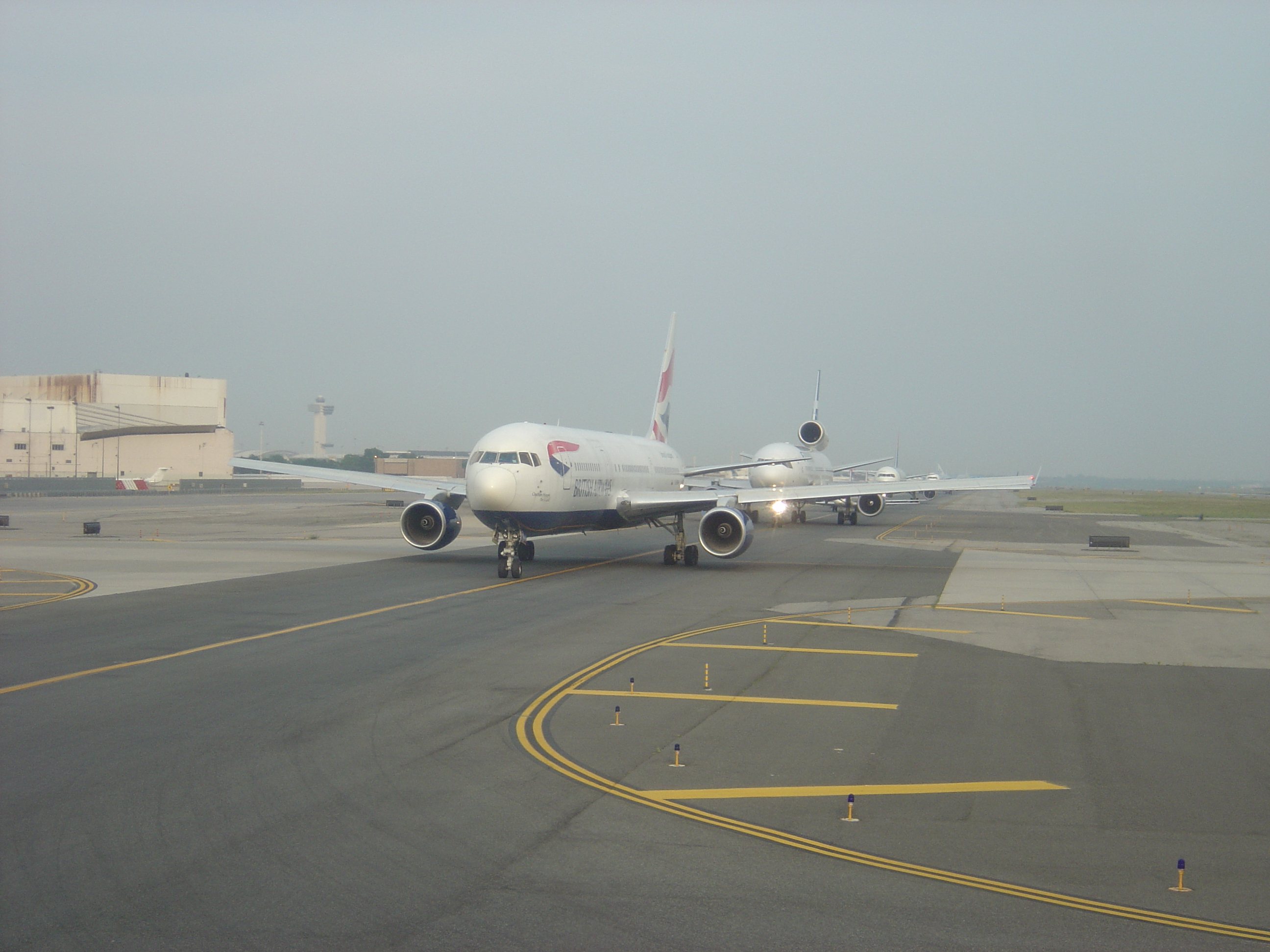
Рульова доріжка в Міжнародному аеропорту ім. Дж. Кеннеді, Нью-Йорк

Рульова дорі́жка (абр. РД, англ. Taxiway) — частина льотного поля аеродрому, спеціально підготовлена для руління повітряних суден. Рульові доріжки (на жаргоні — рульожки) поєднують між собою злітно-посадкові смуги і перони, на них знаходяться місця очікування для літаків перед виїздом на ЗПС.

## Типи рульових доріжок і вимоги до них

Параметри розрахунку маневру літака на доріжці

У залежності від призначення рульові доріжки поділяються на:
- Швидкісні рульові доріжки — рульові доріжки, які примикають під гострим кутом до ЗПС та призначені для забезпечення сходу з неї на підвищеній швидкості повітряних суден, що приземляються, з метою скорочення часу їх перебування на ЗПС;
- Рульові доріжки магістральні — рульові доріжки, розташовані, як правило, уздовж злітно-посадкової смуги і яка забезпечують руління повітряних суден від одного кінця ЗПС до іншого найкоротшим шляхом;
- Рульові смуги — частина перону або місць стоянки повітряних суден між рядами місць стоянок чи вздовж них, призначена для пересування повітряних суден.

Для оцінки параметрів рульових доріжок при визначенні можливості прийому літаків різних типів визначаються мінімальні значення загальної ширини РД і двох укріплених узбіч, відстані від осі РД до нерухомих перешкод, радіусу закруглення РД, відстані між осями паралельних РД.

## Рульові знаки і вогні

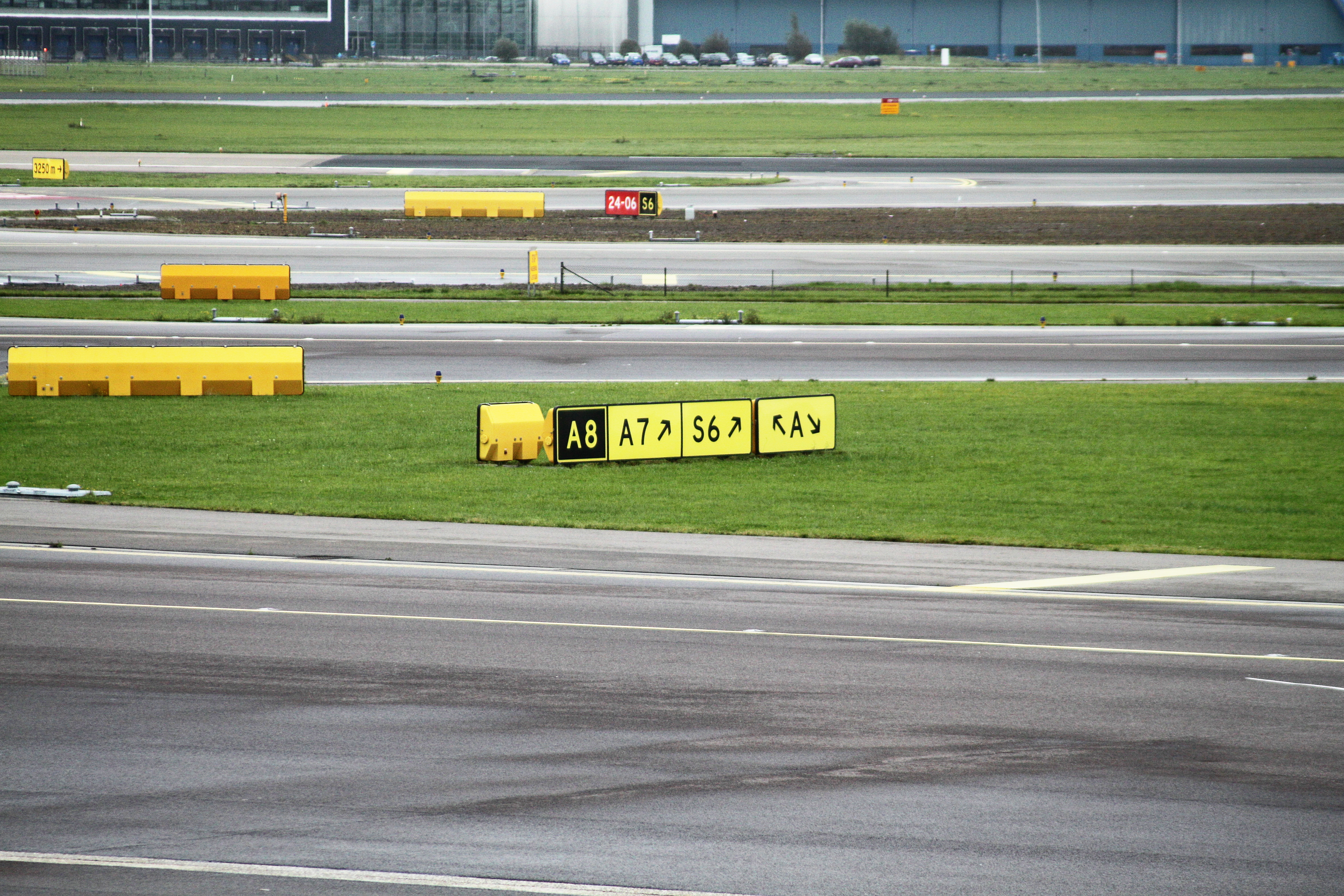
Розмітка рульових доріжок в аеропорту Амстердама

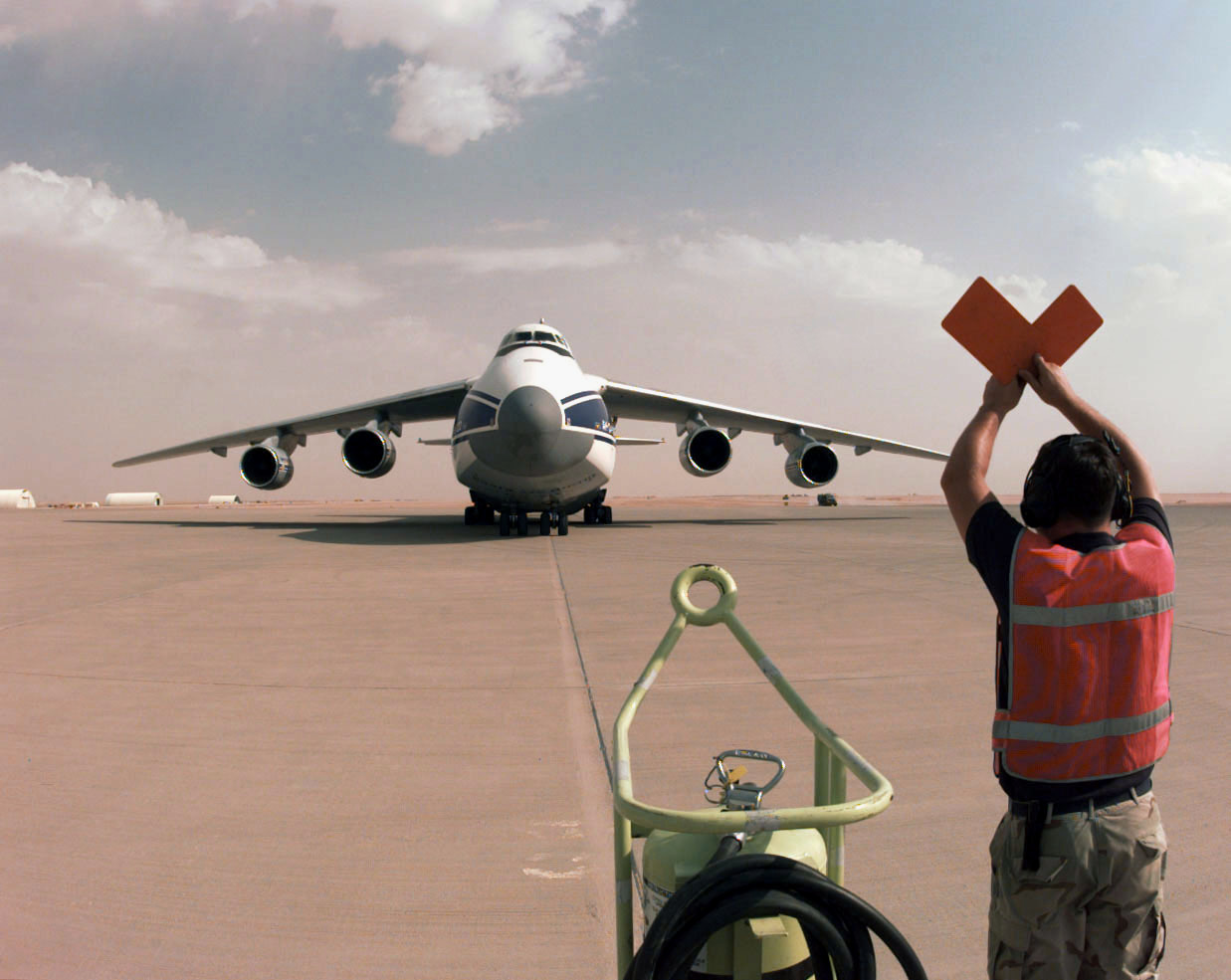
Британський сигнальник керує парковкою Ан-124 на авіабазі Аль-Хадж, Саудівська Аравія

На покритті рульових доріжок наносяться спеціальні навігаційні маркувальні знаки, які позначають осьову лінію, місця очікування повітряних суден біля злітно-посадкової смуги і біля рульових доріжок, а також, при необхідності — межі РД. Маркувальні знаки РД жовтого або жовтогарячого кольору. Межі рульових доріжок позначають також світловідбивні маркери синього кольору.
Рульові доріжки, призначені для використання у тому числі в нічний час, оснащуються бічними рульовими вогнями, за винятком випадків, коли руління повітряного судна може бути забезпечене шляхом освітлення поверхні або іншими способами.
Бічні рульові вогні — вогні кругового огляду, що випромінюють синє світло. Встановлюються як найближче до країв рульової доріжки по обидва боки РД з інтервалами не більше 60 метрів на прямолінійних ділянках. На закруглених ділянках РД вогні встановлюються з меншими інтервалами. Допускається відсутність бічних рульових вогнів при наявності осьових рульових вогнів.
Осьові вогні рульових доріжок — вогні передбачені на РД, що використовуються разом з ЗПС точного заходу на посадку. Осьові вогні, за винятком вивідних РД, — зеленого кольору постійного випромінювання з такими параметрами променю, що дозволяють бачити їх тільки з літаків, що знаходяться на рульовій доріжці або поблизу неї.
Осьові вогні РД на вивідній рульовій доріжці є вогнями постійного випромінювання. Осьові вогні РД чергуються по кольору, мають зелений і жовтий колір від їхнього початку, поблизу осьової лінії ЗПС, далі від ЗПС вогні мають зелений колір. У тих випадках, коли повітряні судна можуть рухатись по одній і тій же осьовій лінії в обох напрямках, усі осьові вогні для повітряного судна, що наближається до ЗПС, мають зелений колір.
У деяких випадках (на авіаносцях, на передових аеродромах) керування рухом літаків здійснюють спеціальні сигнальники.